# Valtellina superiore Stagafassli
Il Valtellina Superiore Stägafässli è un vino rosso DOCG vinificato in Valtellina, ma imbottigliato in Svizzera. L'autorevole Disciplinare regolamenta: "È consentita l'utilizzazione della dizione "Stagafassli" in aggiunta alla denominazione "Valtellina Superiore" limitatamente al prodotto imbottigliato nel territorio della Confederazione elvetica. L'utilizzo di tale dizione esclude automaticamente la possibilità di indicare sia le sottozone Maroggia, Sassella, Grumello, Inferno e Valgella, sia la qualificazione Riserva, sia ulteriori riferimenti geografici aggiuntivi."
Nota: "Stägafässli" (ital. "Stagafassli") è un termine dialettale svizzero-tedesco. Questi vini erano e sono bevuti prevalentemente nella Svizzera tedesca. "Stägafässli" significa: "Stäga" (in tedesco "Stiege") = scala. E "Fässli" (diminutivo di (Fass) = botte) = piccola botte. Cioè una piccola botte posta sulle scale della cantina. Il termine risale all'epoca in cui il vino arrivava in Svizzera ancora in botte.

## Zona di produzione
Per la DOCG Valtellina Superiore Stägafässli è ammessa l'intera zona per Valtellina Superiore, comprese le cinque sottozone Maroggia, Sassella, Grumello, Inferno e Valgella, ma senza il diritto di nominarle in etichetta.

## Vitigni con cui è consentito produrlo
- Nebbiolo minimo 90%
- altri vitigni a bacca rossa non aromatici idonei alla coltivazione per la regione Lombardia fino ad un massimo del 10%.

## Tecniche di produzione
I nuovi impianti e i reimpianti devono presentare una densità di almeno 3 500 ceppi/ha(vedi Articolo 4, comma 3). È vietata ogni pratica di forzatura, ma consentita l'irrigazione di soccorso. Le operazioni di vinificazione e di invecchiamento possono essere effettuate nell'intero territorio dei comuni compresi nella zona di produzione. È inoltre facoltà del Ministero delle politiche agricole alimentari e forestali, sentito il parere del Consorzio di tutela, autorizzare le operazioni di invecchiamento delle partite di vino atto a diventare DOCG “Valtellina Superiore” nei comuni di Brusio e Poschiavo, ubicati nel territorio della Confederazione elvetica, a condizione che l'invecchiamento venga effettuato, o completato, sotto il controllo del competente Organismo autorizzato.(vedi Articolo 5, comma 3). Deve essere sottoposto ad invecchiamento di ventiquattro mesi di cui almeno dodici in botti di legno a partire dal 1º dicembre successivo alla vendemmia.(vedi Articolo 5, comma 6).
Il disciplinare prevedeva:
- resa uva per ettaro = 8.000 chilogrammi
- resa uva in vino finito = 56 hl/ha
- titolo uva = 11,5%
- titolo vino = 12,0%
- acidità totale minima = 4,00 g/l
- estratto secco = 23,0 g/l

## organolettiche
- colore: rosso rubino tendente al granato;
- odore: profumo caratteristico, persistente e sottile gradevole;
- sapore: asciutto e leggermente tannico, vellutato, armonico e caratteristico;

## Informazioni sulla zona geografica
Vedi: Valtellina superiore DOCG

## Storia
Vedi: Valtellina superiore DOCG
Precedentemente l'attuale disciplinare DOCG era stato:
Approvato DOC con DPR 11.08.1968 G.U. 244 - 25.09.1968
Approvato DOCG con DM 24.06.1998 G.U. 159 - 10.07.1998
Modificato con DM 11.11.2002 G.U. 278 - 27.11.2002
Modificato con DM 17.02.2004 G.U. 50 - 01.03.2004
Modificato con DM 25.01.2010 G.U. 33 - 10.02.2010
Modificato con DM 30.11.2011 G.U. 295 – 20.12.2011 Sito ufficiale Mipaaf - Qualità - Vini DOP e IGP
Modificato con DM 12.07.2013 Sito ufficiale Mipaaf - Qualità - Vini DOP e IGP (concernente correzione dei disciplinari)
Modificato con DM 28.10.2013 Sito ufficiale Mipaaf - Qualità - Vini DOP e IGP
Modificato con DM 07.03.2014 Sito ufficiale Mipaaf - Qualità - Vini DOP e IGP
Modificato con Provvedimento Ministeriale 12.07.2017 (modifica ordinaria ai sensi Reg. UE n. 33/2019, art. 61, par. 6, comma 2 e comma 4). Sito ufficiale Mipaaf - Qualità - Vini DOP e IGP G.U.U.E. n. C 225 del 05.07.2019
Modificato con Provvedimento Ministeriale 12.07.2019 (concernente informazioni agli operatori della pubblicazione della predetta modifica ordinaria sulla GUCE n. C 225 del 05.07.2019). Sito ufficiale Mipaaf - Qualità - Vini DOP e IGP G.U. n. 178 del 31.07.2019 - Comunicati